# بستی جونز - مورلند
بستی جونز - مورلند (انگلیسی: Betsy Jones-Moreland; ۱ آوریل ۱۹۳۰ – ۱ مهٔ ۲۰۰۶) بازیگر اهل ایالات متحده آمریکا بود.